# Christoph Nürnberg
Christoph Nürnberg (vormals Christoph 88) ist der Funkrufname des Intensivtransporthubschrauber (ITH), der für Intensivtransporte in Nürnberg und Notfallorte im Umkreis zur Verfügung gestellt wurde. Seit dem Jahr 2016 wird er von der DRF Luftrettung betrieben. Im Gegensatz zu Christoph 27, der ebenfalls am Flughafen Nürnberg stationiert ist, ist Christoph Nürnberg rund um die Uhr einsatzbereit. An 14 Luftrettungszentren in Deutschland kann auch nachts zu Einsätzen gestartet werden.

## Station, Einsatz und Besetzung
Der Hubschrauber der DRF Luftrettung ist am Flughafen Nürnberg stationiert. Er ist täglich rund um die Uhr in Einsatzbereitschaft. Er wird von der Koordinierungszentrale für Intensivtransporthubschrauber in München alarmiert, zu Notfällen, sogenannten Primäreinsätzen, auch über die Leitstelle Nürnberg.
Bei seinen Einsätzen ist Christoph Nürnberg mit einem Piloten der DRF Luftrettung, einem Notarzt aus den Kliniken in Nürnberg und Fürth oder dem Universitätsklinikum Erlangen besetzt. Den Rettungsassistenten stellte bis 1. April 2015 der ASB-Kreisverband Nürnberg, seitdem wird er durch die DRF Luftrettung gestellt. Bei schlechten Wetterverhältnissen oder Flug bei Dunkelheit sind in der Regel aus Sicherheitsgründen zwei Piloten im Einsatz. Die Notfallsanitäter gehören zur Hubschrauberbesatzung (HEMS Crew Member), unterstützen den Piloten im Bereich der Kommunikation und Navigation, während der Notarzt juristisch gesehen ein Passagier ist.

## Hubschraubertyp
Die DRF Luftrettung setzte bis zum 31. März 2015 eine Bell 412 ein. Seit 1. April 2015 wird standardmäßig eine Airbus Helicopters H145 eingesetzt.

## Einsatzstatistik
| Jahr     | 2000 | 2001 | 2002 | 2003 | 2004 | 2005 | 2006 | 2007 | 2008 | 2009 | 2010 | 2011 | 2012 | 2013 | 2014 | 2015 | 2016 | 2017 | 2018 | 2019 | 2020 | 2021 | 2022 | 2023 | 2024 |
| Einsätze | 630  | 642  | 681  | 754  | 554  | 651  | 641  | 686  | 711  | 728  | 732  | 783  | 722  | 706  | 751  | 805  | 821  | 845  | 848  | 888  | 715  | 864  | 1087 | 1121 | 907  |

## Sonstiges
Der Name Christoph Nürnberg geht auf den heiligen Christophorus zurück, den Schutzpatron der Autofahrer. Nach ihm tragen alle deutschen Rettungshubschrauber den BOS-Funk-Rufnamen Christoph, gefolgt von einer Nummer bei Rettungshubschraubern und einer Bezeichnung zum Standort bei Intensivtransporthubschraubern.